# ABA 2 Liga
La ABA 2 Liga, conosciuta anche come  ABA League Second Division o Druga ABA liga, è la seconda divisione maschile del sistema cestistico della ABA Liga. È gestita dalla ABA League JTD. Si tratta di una competizione regionale tra club professionistici maschili provenienti da sei paesi: Slovenia, Bosnia ed Erzegovina, Croazia, Montenegro, Repubblica di Macedonia e Serbia.

## Storia
L'Assemblea della ABA Liga, tenutasi il 24 luglio 2017 a Belgrado, in Serbia, decise di organizzare la ABA League Second Division con 12 partecipanti. Sulla base dei risultati ottenuti nei rispettivi campionati nazionali e tenendo conto dei club che avevano presentato domanda di partecipazione alla ABA League Second Division, queste squadre furono selezionate per disputare la stagione inaugurale della competizione.
Il 12 marzo 2020, l'Assemblea della ABA League sospese temporaneamente la stagione 2019-20 a causa della pandemia di COVID-19. Il 27 maggio 2020, l'Assemblea decise di cancellare definitivamente la stagione. Il 29 giugno 2020, l'Assemblea deliberò di estendere il numero di club partecipanti da 12 a 14 fino alla stagione 2024–25. Successivamente, il 15 luglio 2024, l'Assemblea modificò ulteriormente il formato della competizione, portando il numero delle squadre a 16, suddivise in 4 gruppi da 4 ciascuno.

## Formato
Sedici club parteciperanno alla Second Division nella stagione 2025-2026 (12 selezionati in base ai risultati nei campionati nazionali e fino a 4 tramite invito con wild card).
Il formato della competizione è stato modificato (in modo simile a quello delle competizioni calcistiche europee) prevedendo che le 16 squadre vengano suddivise in 4 fasce, in base al valore attuale delle squadre. Tutte le squadre condivideranno la stessa classifica e parteciperanno allo stesso sistema di campionato.
Ogni squadra disputerà 8 partite nella stagione regolare (contro 2 avversarie per ciascuna delle quattro fasce). Ogni squadra giocherà 4 partite in casa e 4 in trasferta. Le squadre dello stesso Paese non si affronteranno nella stagione regolare (fatta eccezione per i casi in cui vi siano 4 partecipanti dallo stesso Paese).
Le prime 8 squadre della stagione regolare accederanno ai Playoff, che si giocheranno al meglio delle tre partite. La squadra con il miglior record nella stagione regolare avrà il vantaggio del fattore campo.

## Squadre partecipanti
Le diciture tra parentesi indicano come ciascuna squadra si è qualificata per il turno iniziale:
- 1º–9º: Posizioni nei campionati nazionali al termine della stagione regolare (o dei playoff).

- WC: Wild card.

- ABA1: Retrocesso dalla ABA Liga.

| Stagione 2025-2026    | Stagione 2025-2026     | Stagione 2025-2026     | Stagione 2025-2026      |
| --------------------- | ---------------------- | ---------------------- | ----------------------- |
| Borac Banja Luka (1°) | Mornar Bar (ABA1)      | MZT Skopje (1°)        | Helios Domžale (3°)     |
| Široki (2°)           | Sutjeska Nikšić (2°)   | TFT Skopje (2°)        | Podčetrtek (4°)         |
| Cedevita Junior (5°)  | Teodo Tivat (3°)       | Vršac (1°)             | Sloboda Tuzla (WC)      |
| Kvarner 2010 (6°)     | Cibona Zagabria (ABA1) | Zlatibor Čajetina (2°) | Vojvodina Novi Sad (WC) |

## Albo d'oro
| 2017-2018 | Krka Novo mesto   | 87 - 73                           | Primorska          | Marko Jošilo, Krka Novo mesto     |               |               |               |
| 2018-2019 | Primorska         | 3 - 0 (serie al meglio di 5 gare) | MZT Skopje         | Marko Jagodić-Kuridža, Primorska  |               |               |               |
| 2019-2020 | non assegnato     | non assegnato                     | non assegnato      | non assegnato                     | non assegnato | non assegnato | non assegnato |
| 2020-2021 | Studentski Centar | 170 - 161 (99-89 / 71-72)         | Spars Sarajevo     | Marko Tejić, Studentski Centar    |               |               |               |
| 2021-2022 | Zlatibor Čajetina | 78 - 73                           | MZT Skopje         | Dušan Kutlešić, Zlatibor Čajetina |               |               |               |
| 2022-2023 | Krka Novo mesto   | 83 - 82                           | Helios Domžale     | Mate Vučić, Krka Novo mesto       |               |               |               |
| 2023-2024 | Spartak Subotica  | 154 - 147 (74-73 / 80-74)         | Vojvodina Novi Sad | Filip Barna, Spartak Subotica     |               |               |               |
| 2024-2025 | Bosna Royal       | 2 - 1 (serie al meglio di 3 gare) | Ilirija Lubiana    | Jarrod West, Bosna Royal          |               |               |               |

## Titoli per squadra
| Club              | Titolo | Città      | Anno                 |
| ----------------- | ------ | ---------- | -------------------- |
| Krka Novo mesto   | 2      | Novo mesto | 2017–2018, 2022–2023 |
| Primorska         | 1      | Koper      | 2018–2019            |
| Studentski Centar | 1      | Podgorica  | 2020–2021            |
| Zlatibor Čajetina | 1      | Čajetina   | 2021–2022            |
| Spartak Subotica  | 1      | Subotica   | 2023–2024            |
| Bosna Royal       | 1      | Sarajevo   | 2024–2025            |

## Premi e riconoscimenti
- ABA 2 Liga Finals MVP